# Castigaleu
Castigaleu és una vila i municipi a la comarca de la Ribagorça de la Franja de Ponent, situat a la vall alta del riu de Queixigar. Castigaleu, cap municipal, està a 836 metres d'altitud. El terme és accidentat pels contraforts occidentals de la serra de Palleroa i la serra de Giró.
L'església parroquial és dedicada a sant Martí.
Celebra les seves festes el 28 d'agost.

## Entitats de població
- Sant Llorenç, al sud del municipi.[3]
- Trucafort, antiga quadra de Castigaleu.[4]
- Santes Masses, despoblat.[1]